# USA:s Grand Prix 2006
USA:s Grand Prix 2006 var det tionde av 18 lopp ingående i formel 1-VM 2006.

## Rapport
Michael Schumacher och Felipe Massa, båda Ferrari, startade från den första respektive andra rutan medan Giancarlo Fisichella och Fernando Alonso, båda i Renault, startade från den tredje respektive femte rutan. Det var senast i Bahrain som det stod två Ferrari i den första raden. Massa fick en mycket bra start och tog ledningen i loppet före sin stallkamrat Schumacher som hade haft pole position. Strax efter start sker flera kollisioner i kurva 2 och sju förare tvingas bryta loppet, bl.a. Nick Heidfeld i BMW som kördes på snett bakifrån och sedan voltade fler varv. 
Schumacher tog över ledningen på det trettionde varvet medan Massa gjorde ett depåbesök och drygade sedan ut den och behöll den ända in i mål. Massa slutade på andra plats för första gången i sin F1-karriär. Ferrari upprepade därmed sin dubbelseger från USA:s Grand Prix 2005, men denna gången med fler deltagare. Fisichella var snabbast av Renault-förarna och kom på tredje plats medan den regerande världsmästaren Fernando Alonso slutade på femte plats.

## Resultat
1. Michael Schumacher, Ferrari, 10 poäng
2. Felipe Massa, Ferrari, 8
3. Giancarlo Fisichella, Renault, 6
4. Jarno Trulli, Toyota, 5
5. Fernando Alonso, Renault, 4
6. Rubens Barrichello, Honda, 3
7. David Coulthard, Red Bull-Ferrari, 2
8. Vitantonio Liuzzi, Toro Rosso-Cosworth, 1
9. Nico Rosberg, Williams-Cosworth

### Förare som bröt loppet
1. Ralf Schumacher, Toyota (varv 62, drog sig ur)
2. Christijan Albers, MF1-Toyota (37, transmission)
3. Jacques Villeneuve, BMW (23, motor)
4. Tiago Monteiro, MF1-Toyota (9, olycksskada)
5. Takuma Sato, Super Aguri-Honda (6, olycka)
6. Jenson Button, Honda (3, drog sig ur)
7. Kimi Räikkönen, McLaren-Mercedes (0, olycka)
8. Nick Heidfeld, BMW (0, olycka)
9. Juan Pablo Montoya, McLaren-Mercedes (0, olycka)
10. Mark Webber, Williams-Cosworth (0, olycka)
11. Scott Speed, Toro Rosso-Cosworth (0, olycka)
12. Christian Klien, Red Bull-Ferrari (0, olycka)
13. Franck Montagny, Super Aguri-Honda (0, olycka)